# Room (チェッカーズの曲)
「Room」（ルーム）は、チェッカーズの19枚目のシングル。1989年3月21日発売。発売元はポニーキャニオン。

## 解説
チェッカーズが「平成」になってからリリースした初シングル曲。
表題曲「Room」はチェッカーズの発表曲として、デビュー以来オリジナル・アルバムの楽曲を含めると、ちょうど100曲目にあたる。
有線放送やカラオケ等で人気となり、チェッカーズのシングルとしては久々のロングヒットを記録した。
T.G.I.Fの意味は英語圏で使われる慣用句「Thank God It's Friday（金曜日を迎えられたことを神に感謝します）」の頭字語。

## 収録曲
1. Room
  - 作詞：藤井郁弥 / 作曲：鶴久政治 / 編曲：THE CHECKERS FAM.
2. T.G.I.F
  - 作詞：藤井郁弥・BANDIT / 作曲：大土井裕二 / 編曲：THE CHECKERS FAM.